# Малышев, Степан Иванович
Степан Иванович Малышев (7 августа 1933, Халтуринский район, Горьковский край — 28 ноября 2018, Феодосия) — советский, украинский и российский художник-маринист, работал в различных жанрах графики. Долгое время возглавлял детскую художественную школу в Феодосии. Автор герба Феодосии. Заслуженный работник культуры Украины.

## Биография
Родился 7 августа 1933 года в деревне Малыши в Орловском районе Кировской области, в северном краю, откуда произошли сказочник В. Васнецова и романтик Александр Грин. Мать — Мария Игнатьевна, отец — Иван Иванович. Отец умер в 1937 году, когда Степану исполнилось всего 4 года. Степан попал в Феодосию, когда был призван служить на Черноморский флот на подводную лодку. После службы учился в художественной студии Н. С. Барсамова. Затем продолжил учёбу в Украинском полиграфическом институте имени И. Федорова. С 1953 года он постоянно жил и работал в Феодосии. Здесь познакомился со своей будущей женой Надеждой Александровной Фенько, которая всю жизнь проработала учительницей начальных классов. Много лет С. И. Малышев преподавал в феодосийской детской художественной школе, а с 1975 года стал её директором.
Заслуженный работник культуры Украины. Председатель Союза художников маринистов Украины. Почётный гражданин города Феодосия (26 июня 2009).
Умер художник в городской больнице Феодосии 28 ноября 2018 года.

## Творчество

### Основные направления
С. И. Малышев работал в различных жанрах графики. Он оформил более десятка книг. С книгой также связана его работа в жанре экслибриса. Экслибрисы Малышева в технике офорта и линогравюры отличаются изяществом и индивидуальностью. Цветные линогравюры Степана Малышева — яркая мозаика, из которой складывается сложный и многогранный узор: история Крыма, его современность, обобщенные образы и броские детали. Гравюра — основной жанр, в творчестве С. И. Малышева, где он проявил себя особенно ярко. Художник запечатлел многие достопримечательности Крыма. Здесь и старый город в Феолосии с присущей ему романтикой, и Гурзуф, пушкинские места, и море с солнечными тенями и силуэтами кораблей, старинных и современных. Тема моря присутствует и в книжных иллюстрациях, и в живописных полотнах, и в гравюрах. Он стал автором эскизов барельефов памятника «Павшим в боях за город». Откликаясь на актуальные события в жизни города Феодосия, художник часто обращается к мелкой пластике и создавал юбилейные медали, плакетки, значки.
Большая серия «Гриновские места Крыма» создавалась около 15 лет. В неё вошли «Музей А. С. Грина», «Каюта капитана Геза» и другие работы, ставшие уже широко известными.

### Авторство герба Феодосии
Степан Иванович — создатель герба Феодосии, который являлся символом города с 1967 по 2016 годы. К празднованию 2500-летия города в 1967 году был объявлен общекрымский конкурс на лучший герб Феодосии, в котором приняли участие более 40 человек. 14 декабря 1967 года был утверждён герб, автор которого был С. И. Малышев.
«Герб выполнен в виде щита, символизирующего границу нашего государства. Вверху название города. На фоне восходящего солнца — символа восточного побережья Крыма — красного цвета небо — символ больших революционных традиций города, древняя башня, говорящая о большой истории города (в 1971 году город отмечал 2500 лет). На фоне башни гроздь винограда, символизирующая винодельческий район, в котором расположен город. Внизу на фоне моря якорь, говорящий о том, что город морской, портовый».
На гербе города изображена самая большая и наиболее уцелевшая башня Константина, находящаяся на набережной, недалеко от здания железнодорожного вокзала.

### Выставки и память
Степан Иванович много путешествовал, в том числе с выставками. Из поездок он привозил эскизы, впечатления и награды: дипломы международного фестиваля графики из Венгрии и Биенале графики в Югославии. Персональные выставки проходили в Феодосии, Москве, Кирове, на Мадагаскаре и Сейшельских островах. Он был участником и организатором многочисленных выставок в нашей стране и за рубежом. Произведения С. И. Малышева находятся в музеях и частных коллекциях в Украине и за рубежом. 3 ноября 2019 года в рамках ежегодной всероссийской акции «Ночь искусств» в Феодосийском музее древностей открылась мемориальная выставка линогравюр «Феодосия в графике С. И. Малышева. Памяти почетного гражданина Феодосии» к годовщине со дня смерти.
В киммерийской школе живописи не нарушалась прямая преемственность поколений. Фигура Н. С. Барсамова стала связующим звеном между представителями киммерийской школы живописи начала и середины XX столетия. Учениками Н. С. Барсамова были: С. Г. Мамчич, В. А. Соколов, П. К. Столяренко, Н. А. Шорин и др. Такой фигурой для киммерийской школы живописи с 70-х годов 20-го века стал С. И. Малышев, руководивший феодосийской детской художественной школой им. И. К. Айвазовского на протяжении многих лет.